# Fuck the Commerce

Fuck the Commerce est un festival allemand consacré au Death metal ayant lieu tous les ans, à Neiden dans la Saxe, depuis 1997.

## Histoire
En 1997, de jeunes passionnés de heavy metal de l’association „Schweizer Garten Wittenberg“ créent le festival Fuck the Commerce avec l’aide de l’association „Die Scheune“ de Trebbin. Le festival est destiné à des groupes débutants et/ou encore peu connus de death metal et de grindcore.
Cependant, par la suite de prestigieuse têtes d’affiches ont assuré la renommée du festival : Cannibal Corpse, Amon Amarth, Dying Fetus, Nasum ou Obituary.
En 1998 la deuxième édition de FTC eut lieu à Stolzenhain. Et pour la troisième édition le festival s’installe à Neiden près de Torgau. Cependant, les festivités ont eu lieu à Luckau entre 2004 et 2006.

## Programmation

### 1997
Du 8 au 10 mai à Freilichtbühne Trebbin.
Groupes:
Adramelech, Autoritär, Avulsed, Blood, Dead, Deeds of Flesh, Deranged, Dissolute paradise, Eminenz, Fleshcrawl, Gello gir, Haemorrhage, Harmony Dies, Incantation, Kadath, Krisiun, Lunatic invasion, Maledictive Pigs, Manos, Necrosist, Obscenity, Orth, Postmortem, Purgatory, Sanitys Dawn, Seirim, Square Waves.

### 1998
Du 21 au 23 mai à Stolzenhain Wald.
Groupes:
Agathocles, Blood, Cannibal Corpse, Cerebrocide, Damnation Dead, Delirium tremance, Demigod Desecration, Devilyn, Die Apokalyptischen Reiter, Dormant misery, Entrails massacre, Impending doom, Krabathor, Malignant tumor, Mortician, Murder corporation, Profanity, Suppository, Vader, Vomiotry, Wasteland.

### 2000
Du 1er au 3 juin à Neiden.
Groupes:
Amon Amarth, Anasacra, Bonehouse, Coercion, Convent, Damnation, Dawn of fate, Depraved, Dew-scented, Dying Fetus, Fleshgrind, Fleshless, Gehenna, Hypnos, Ingrowing, Inhume, The last days of humanity, Mangled, Mastic scum, Monstrosity, Nasum, Orth, Profanity, Purgatory, Resurrected, Rotten sound, Sinister, Tears of decay, Viu drakh.

### 2001
Du 24 au 26 mai à Neiden.
Groupes:
Aborted, Belphegor, C.S.S.O. , Centinex, Cripple bastards, Cryptopsy, Damnable, Defleshed, Desaster, Deströyer 666, Embedded, Exhumed, Genocide S.S., Gorerotted, Groinchurn, Houwitser, Impending doom, Inhumate, Intervalle bizarre, Krisiun, Lykathea Aflame, Maledictive pigs, Obscenity, Regurgitate, Skinless, Spawn, Sublime cadaveric decomposition, Thanatos, Very wicked, Yattering.

### 2002
Du 9 au 11 mai à Neiden "Am Österreicher"
Groupes:
Beheaded, Benediction, Blockheads, Centurian, Deeds of Flesh, Disastrous murmur, Disavowed, Disgorge, Disinter, Drillerkiller, Godless truth, Grave, Gurkhaas, Harmony dies, Headshot, Illdiposed, Impure, Isacaarum, Jack slater, Kadath, Legacy, Malignancy, Necrophagist, Pyaemia, Retallation, Sanitys dawn, Seirim, Severe Torture, The forsaken, Total fucking destruction, Totenmond, Uppercut, Wolfbrigade.

### 2003
Du 29 au 31 mai à Neiden "Am Österreicher"
Groupes:
Abbadon incarnate, Absorbed, Bathtub shitter, Benediction, Cephalic Carnage, Cock and ball torture, Cuntgrinder, Dead infection, Desaster, Despondency, Dismember, Fatal embrace, ghoul, Gronibard, Haemmorage, Hate plow, hatesphere, Holy moses, Impaled, Internal suffering, Lehavoth, Leng t´che, Lunatic dictator, Mastic scum, Merciless, Misery index, Necrophobic, Phobia, Purulent, Rotten sound, Rotteness, Sanatorium, Sinners bleed, Squash bowels, Tears of decay, Throneaeon.

### 2004
Du 20 au 22 mai à Luckau
Groupes:
Abcess, Accion mutante, Altar, Birdflesh, Brodequin, Cliteater, Death reality, Deflorace, Destruction, Disgorge, Divine empire, general surgery, Goratury, Holocausto canibal, Homo iraturs, Incantation, Iodine, Jack Slater, Liturgy, Master, Meatknife, Nasum, Negligent collateral collapse, Obituary, Prophecy, Requiem, Seeds of sorrow, Skitsystem, Spawn of possession, Totenmond, Visceral bleeding, Wormed.

### 2005
Du 6 au 8 juin 2005 à Luckau
Groupes :
Anata, Avulsed, Blood red Throne, Carnal Forge, Catastrophic, Cenotaph, Centinex, Darkfall, debauchery, Desaster, Desecration, Dickless Tracy, Disfear, Disparaged, Dissaction, Divine Empire, Entombed, Fearer, God Damned X, Gorerotted), Godhate, Hatesphere, Hexenhammer, Impaled Nazarene, Incantation, Jungle rot, Lividity, Nominion, Obscenity, Perverse, Pleurisy, Purgatory, Rompeprop, Suffocation, Veneral Disease, Viu Drakh, Vomitory, Waco Jesus, Yyrkoon.

### 2006
Du 25 au 27 mai à Luckau
Groupes:
Accion mutante, Ambrossia, Amputation, Cerebric Turmoil, Cold Lazarus, Crowd, Dawn of disease, Defloration, demolition, Desecreation, Driller killer, Embedded, Exterminator, Extreme noise terror, F.U.B.A.R., Fleshgore, Gadget, Gorezone, Grind Inc., Gut, Hate eternal, Infecdead, Isacaarum, Keitzer, Korades, lay down rotten, Le scrawl, Manos, Mental amputation, Mental horror, Mortal agony, Napalm entchen, Path of golconda, Prejudice, Prostitute disfigurement, Recapture, Resurrecturis, Sufferage, The Lucifer principle, Totenmond, Vermin.

### 2007
Du 16 au 19 mai à Altes Lager.
Groupes :
Ars Mortis, Blasphemer, Bloodbastard, Cuntgrinder, Darkside, Denial Fiend, Devourment, Epitome, Fallen Saints, Golem, Harmony Dies, Incubator, Jack Slater, Monstrosity, Perverse, Pitchblack, Punished Earth, Sinister, Sinners Bleed, Squash Bowels, Tombthroat, Torturized, Tourette Syndrom, Viral Load, Vital Remains,Waco Jesus, Wojczech.

### 2008
Du 1 au 3 mai 2008 à Altes Lager
Groupes :
Deadborn, Debauchery, Debt Of Nature, Drowned Child, Eternal Bleeding, Excrementory Grindfuckers, Flaying, Goryptic, Holocausto Canibal, Houwitser, Inferia, Internal Decay, Lividity, Mass Infection, Profanation, Purgatory, Selftorture, Sikfuk, Slit, Spawn, The Atmosfear, Volturyon, Weak Aside.